# Willem Coenen (pianist)
Wilhelmus Antonius (Willem) Coenen (Rotterdam, 17 november 1836 – Lugano, 18 maart 1918) was een Nederlands pianist.
Hij werd geboren in het gezin van musicus Louis Coenen (1797-1873) en Annie Schmidt. Een aantal van zijn broers en zusters ging ook de muziek in, beroeps dan wel uit liefhebberij.
Hij kreeg zijn eerste muzieklessen van zijn vader. Andere docenten waren Sigismund Thalberg en Ernst Lübeck, een kennis van zijn broer Frans Coenen. Op 2 maart 1854 was hij al te horen op de muziekpodia. Zo speelde hij toen in de Zaal der maatschappij tot Nut van ’t Algemeen onder meer het eerste pianoconcert van Felix Mendelssohn Bartholdy. Die uitvoering werd als bijzonder goed werd gerecenseerd in de Nieuwe Rotterdamsche Courant van 20 maart; zijn jeugdig enthousiasme werd nog voor lief genomen. Hij trok in 1855/1856 naar Suriname om zich daar te vestigen en te concerteren. Hij werd pianist en organist te Paramaribo, maar trad bijvoorbeeld ook op op de Nederlandse Antillen en in Frans Guyana. In 1861 stond hij op het podium in Paramaribo met de Deense hofviolist Martin Simonsen en Fanny Simonsen van de Opéra Comique uit Parijs. Hij maakte vanuit Suriname een concertreis door de Verenigde Staten, waar hij op het podium van Boston heeft gespeeld. Hij trad in Suriname en omstreken ook weleens op onder de Gebroeders Coenen, met zijn broer Louis Coenen (1834-1900), die in de Verenigde Staten woonde. In oktober 1861 ondernam hij de terugreis naar zijn geboortestad om de familiebanden aan te halen. Er volgde een aantal soirées in en om Rotterdam. In juni 1862 had hij een aantal optredens in Londen. Hij ging rond die tijd werken als (hoofd)docent piano aan het Guildhall School of Music and Drama in Londen, alwaar hij meer dan veertig jaar verbleef. In 1884 nam hij deel aan een liefdadigheidsconcert (Koning Willemfonds) in St-James’ Hall, een jaarlijks terugkerend fenomeen. Hij ging met pensioen en trok in 1910 naar Lugano, alwaar hij stierf.
Van zijn hand verscheen ook een beperkt aantal werkjes, zoals fantaisies en een werk op tekst van Jan van Beers. Zijn grootste werk is vermoedelijk de cantate Lazarus uit 1878. In kleine kring (de liefhebbers voor pianomuziek voor de linkerhand) is bekend zijn Fantaisie pour la main gauche, solo pour le piano van ongeveer 1861. Hij componeerde het, toen hij tijdens een ongeval zijn rechterhand blesseerde.
Berthold Tours droeg zijn Séraphine, morceau de salon pour piano aan hem op.
- International Standard Name Identifier: 0000 0000 4376 3084
- Library of Congress Control Number: no00000107
- Nationale Bibliotheek van Letland: 000049078
- MusicBrainz: cb919c2e-e8af-474d-b313-c00c5efa924f
- Nationale Bibliotheek van Tsjechië: mzk2012733638
- Nederlandse Thesaurus van Auteursnamen: 291252052
- Virtual International Authority File: 41376054
- WorldCat: E39PBJdWWdBPKh7xw4cJf44cyd